# Павло Лаврисевич

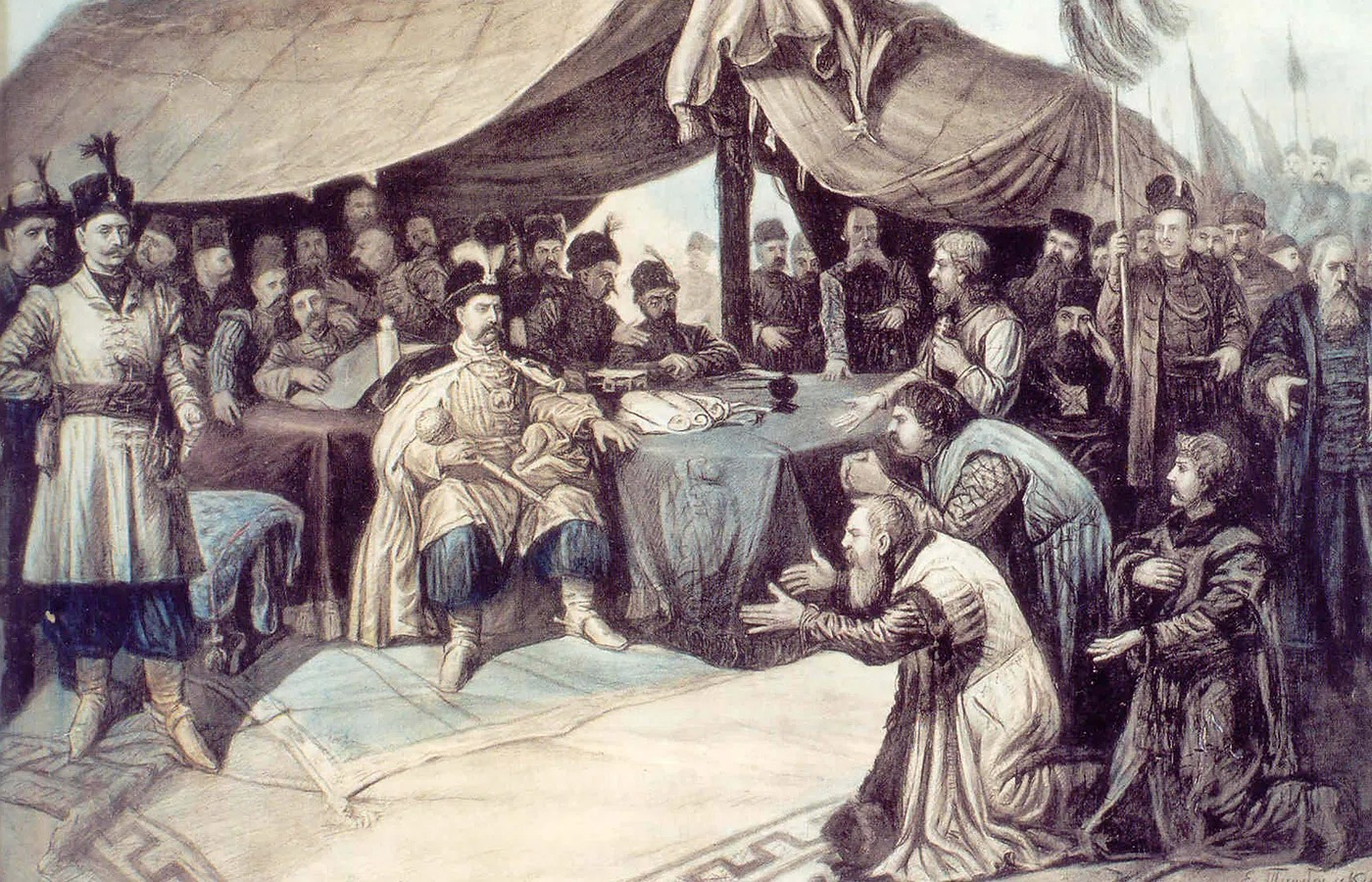
Євген Турбацький (1907). Посли львівського магістрату в таборі гетьмана Богдана Хмельницького

Павло Лаврисевич (пол. Paweł Ławrysiewicz, ? — близько 1666) — львівський міщанин, русин, представляв місто на переговорах з Богданом Хмельницьким.

## Біографія
Купець, згідно з переписом, складеним під час облоги Львова Б. Хмельницьким у 1648 році, був одним з найбагатших міщан Львова, його статок оцінювався в 20000 злотих.
Відіграв важливу роль в житті русинської громади міста. Був старійшиною Львівського братства (1645–1662). Від імені магістрату брав участь в переговорах з Богданом Хмельницьким, спершу під час облоги міста 1648 р. козаками і татарами, а пізніше 1655 р. під час облоги Львова козаками Хмельницького та московським військом Васілія Бутурліна. Крім Лаврисевича, громаду міста представляли римокатолик Самуїл Кушевич та вірменин Христофор Захнович. Під час облоги 1655 р. разом з іншими представниками Львова відмовився присягти на вірність московському царю та видати євреїв.

## Діти
Син Степан Лаврисевич — старійшина Львівського братства, представляв місто під час облоги козакими та турками під проводом Петра Дорошенка 1672 р. та, коли місто не змогло зібрати повну суму викупу, впродовж 8 років був заручником у турецькому полоні.